# طول موج (فیلم ۱۹۶۷)
طول موج (انگلیسی: Wavelength) فیلمی ۴۵ دقیقه‌ای محصول سال ۱۹۶۷ است که باعث شهرت مایکل اسنو فیلمساز تجربی کانادایی شد.